# 一色義秀
一色 義秀（いっしき よしひで）は、室町時代後期から戦国時代前期にかけての守護大名。

## 生涯
一色義直の次男として誕生。初め僧籍にあったらしく「周儀侍者」と呼ばれていたが（大徳寺の『蔭凉軒日録』）、文明16年（1484年）の兄・義春の急死により急遽一色氏の家督を継ぐ。若年であったせいか、この時は丹後国守護には父義直が就いている。
文明18年（1486年）8月、父は禁裏の意向により知行地の若狭国小浜を取り上げられ、同地は同国守護武田国信に与えられた。激怒した父は直ちに丹後へ下向、翌長享元年（1487年）の9代将軍足利義尚の六角高頼討伐にも参陣しなかった。この時代理として9月25日に上洛・参陣したのが義秀で、上洛を機に「義秀」と名乗ったらしい。同年、丹後守護となる。また、時期は不明だが伊勢半国守護にも補任されている。
明応元年（1492年）から同2年（1493年）にかけて、在京していた義秀と子の五郎（五郎は文明15年（1483年）前後に生まれていたため、実際は後述の伊賀次郎左衛門）は対立し、父・義秀は丹後国へと下向している。明応2年（1493年）、丹後で伊賀次郎左衛門が一色五郎を奉じて叛乱を起こした。その後も丹後では国衆の叛乱が相次ぎ、遂に一色五郎は延永氏によって殺害され、明応7年（1498年）5月29日、義秀は丹後国普甲山（現在の宮津市普甲峠）で国衆に攻められ自害して果てた。跡を継いだ義有は、義直の近親者、あるいは義秀の実子とされる。